# SonicStage
SonicStage（ソニックステージ）は、かつてソニーが開発していたWindows用音楽管理・再生ソフトウェア。後の「x-アプリ」の前身となったソフトウェアに当たる。本項目では先代に当たるOpenMG Jukebox（オープンエムジー・ジュークボックス）についても記載する。

## 概要
SonicStageは、Windows PCでの音楽CDからの楽曲取り込みや音楽配信サイトでの楽曲購入、PC内に取り込んだ楽曲の管理から、ウォークマンやメモリースティック、携帯電話への転送といった機能を持つソフトウェアであり、Windows Media PlayerやiTunesと同じメディアプレーヤーのジャンルに属する。
1999年に前身のOpenMG Jukeboxが登場してから、2009年にx-アプリに移行するまでの約10年間、ソニーにおけるメディアプレーヤーの中心的ソフトウェアとして、幅広く利用された。

## 歴史

### OpenMG Jukebox及びATRAC3の誕生
SonicStageの原型は1999年12月21日発売のメモリースティックウォークマン「NW-MS7」に付属されていたOpenMG Jukeboxである。同製品は当時新開発されたコーデック、ATRAC3を唯一の対応フォーマット（以降2003年頃までのネットワークウォークマンはNW-E7/NW-E10を除きすべてATRAC系コーデックのみの対応）としていたため、楽曲の管理、メモリースティックへの転送及び既存のMP3ファイルのATRAC3への変換機能を備えたソフトウェア群としてリリースされた。翌2000年からは同社製PCのVAIOの一部機種にもプリインストール及び一部他社製のOpenMG機器にも付属されるようになった。
なお、SonicStage（Ver.1.x/2.x/3.x）及びSonicStage CP（Ver.4.x）のプロセス名が「Omgjbox.exe」なのは、このOpenMG Jukeboxの名残である。

### SonicStageの登場
2001年10月、Windows XP搭載VAIOのプリインストールソフトとして初代SonicStage（ソニックステージ、Ver.1.0）が登場した。当初はOpenMG Jukeboxから派生した上位版としてVAIOのプリインストールのみSonicStage、ネットワークウォークマンをはじめとする機器への付属は従来のOpenMG Jukeboxと分けられていたが、その後1年程度で全てがSonicStageへと置き換えられた。ただし、この頃まではまだ単体での配布はなされていなかった。
転機は2004年に訪れ、同年7月にHDD搭載のネットワークウォークマン「NW-HD1」が発売されたが、引き続きMP3形式の非対応やSonicStage(Ver.2.x系)の操作性の不評などにより販売面で苦戦した。このことから同年秋に方針転換し、以降発売する機種はMP3形式に完全対応するとともに同時期のVer.2.3からSonicStage単体での無償配布が始まった。当初はmora経由でSonicStage 2.3 for Moraとなっていたが、翌2005年のVer.3.0からは通常版が配布されるようになった。
2005年にリリースされたVer.3.x系は上記の失敗をもとに多くの改善がなされ、コピー制限の緩和やレスポンス向上、対応コーデックの増加などが実施されたため一定の評価を得た（特に後述のCONNECT Player登場後は評価が高まった）。

### CONNECT PlayerとSonicStage CP
2005年11月に発売されたウォークマン（従来のネットワークウォークマンから改名）「NW-A3000/A1200/A1000/A608/A607/A605」では、これまでのSonicStageとは異なる新しいソフトウェアとして「CONNECT Player」（コネクト・プレーヤー）が採用され、当初はSonicStageからCONNECT Playerへ比重を移していくとみられた。しかし、CONNECT Playerは操作性や動作の不安定さに対する苦情が国内外で多発したためSonicStageの開発続行が表明され、SonicStage CPの開発へ繋がった。
2006年5月より提供されたSonicStage CP（ソニックステージ・シーピー、Ver.4.x系）では新たにアーティストリンクやふりがなの付与などのCONNECT Player固有だった機能に完全対応した（CPはCONNECT Playerの略）。これにより事実上CONNECT PlayerはSonicStageに吸収される形で消滅した（単体配布はされず、翌2007年にはアップデートサービスも終了した）。このSonicStage CPでは新たにAACにも対応するなどさらなる対応コーデックの増加も実施された。
なお、本バージョンまでは全世界共通で展開された。以降は国内向け/海外向けそれぞれ別の展開となる（後述）。
また、翌年の2007年3月には初の動画対応ウォークマン・NW-A800シリーズが登場し、以降も動画対応機種がリリースされた。しかし、SonicStageに動画や画像、ポッドキャスト等の管理・転送機能が搭載されることはなかった（後継のx-アプリにおいて実装された）ため、動画等の転送・管理には「Media Manager for WALKMAN」や「Image Converter 3」等との併用を強いられた。

### 海外戦略の転換とSonicStage V
ソニーは2007年8月30日に行なったプレスカンファレンスで「WALKMAN goes OPEN」戦略を打ち出し、日本国外向けのウォークマンについては転送にSonicStageを使用せず、Windows Media PlayerもしくはWindows ExplorerでのD&D転送を用いる方針を打ち出した。それとともに従来は全世界共通で型番の頭が「NW-」だったのが以降発売の海外向け機種の型番の頭は「NWZ-」となった。これはMDが普及しなかった海外ではATRAC形式の普及率が国内よりも低いためで、これにより海外でのATRAC形式の音楽配信サービスの展開も終了した。
そのため、2007年秋以降は、SonicStageは事実上国内市場向け専用のソフトウェアとなり、当時のオーディオ事業本部長が今後も国内向けに開発継続することを明言していた。この時点ではまだ国内向けモデルはD&D転送に対応していなかった（2009年発売モデルからは国内向けモデルもD&D転送に対応）ため、以降は後述のように海外向けとは切り離されて発展していった。
一方、同時期の日本市場ではKDDI/沖縄セルラー電話のauのサービスLISMOとの連携である「au×Sony "MUSIC PROJECT"」が発表され、新たに発表された携帯電話用のデータ管理ソフトLISMO PortのコンポーネントとしてSonicStage for LISMOが2008年2月1日から提供された（2012年現在はx-アプリベースとなっている）。これは当時のSonicStage CPとは全く異なるUIや仕様であり、同年にリリースされるSonicStage Vへと繋がった。これらは、全世界で提供されていたSonicStage CPまでのバージョンとは異なり、国内専用のソフトウェアとして進化したものである。
2008年10月より提供されたSonicStage V（ソニックステージ・ファイブ、Ver.5.x系） では上記のSonicStage for LISMOのUIをベースとしており、UIの変更や対応機器の絞り込み、一部機能の削減などこれまでで最も大幅な変更が実施された。また、対応機器の絞り込みにより初めて旧バージョン（Ver.1.x～4.x）とは別のソフトウェアとしてインストールされる仕様となった。同様にこれまでのバージョンアップとは異なりライブラリのデータも引き継がれずソフト内の一機能として旧バージョンのデータを読み込む機能が搭載された。そのため、SonicStage Vで非対応の機器向けに、前バージョンであるSonicStage CP(Ver.4.4)の提供も継続され、晩年は2本立てでの展開となっていた。
なお、SonicStage CPまでのプロセス名は先代のOpenMG Jukeboxの名残で「Omgjbox.exe」であったが、このSonicStage Vで初めて「SonicStage.exe」に改められた。

### 開発の終焉、x-アプリへの移行
その後SonicStage Vはマイナーバージョンアップを2回重ね、2009年6月11日にリリースされたSonicStage V Ver.5.2がSonicStageシリーズの最終バージョンとなった。また、2009年8月11日にはVer.3.3以降に搭載されていたジャケット写真/関連情報の自動取得サービスが終了し、これにより事実上SonicStageの開発及び新規バージョンのリリースは終了した。そのためSonicStageは全バージョンWindows 7以降のWindows OSには正式対応していないが、機種によりWindows 7や8のパソコンでも動く場合もある。
一方で、SonicStage VのUIや機能をベースに、動画・写真・ポッドキャストの管理機能の追加を中心におまかせチャンネル、歌詞ピタなどの新機能の追加及びSonicStage Vで削減された一部機能の復活など機能面を大幅に拡充した新（事実上SonicStage Vの後継）ソフトウェアの「x-アプリ」（エックスアプリ、x-APPLICATION）が2009年10月7日に提供が開始された。それに伴いSonicStage Vの公開は同日をもって終了し以降はx-アプリがメインとなった（事実x-アプリはSonicStage Vとの共存はできない仕様となっているほか、内部バージョンはSonicStage(最終版が5.2)を受け継ぎ6.0からのスタートとなっている）。以降の詳細はx-アプリの項目を参照。
上記のx-アプリの提供が開始された2009年10月7日以降も、x-アプリ及びSonicStage Vが非対応の機器（主に2005年モデル以前のウォークマン・MD機器等、後述）向けに旧バージョンであるSonicStage CP(Ver.4.4)の公開・提供は継続されていたが、x-アプリ非対応のウォークマン最終機種（NW-A3000/A1000/A600シリーズ）の生産終了から6年が経過したことによる修理受け付けの終了（部品の保有期間は基本的に生産終了後6年）や先述の通りWindows 7及びWindows 8などの新OSを保証しておらず、2012年10月のリニューアルに伴い音楽配信サービスmoraの利用が不可能となったことなどから、2013年3月29日をもって提供が終了した。最終的にSonicStage CP(Ver.4.4)は約5年2カ月の長期に渡り提供されていたことになり、これは歴代SonicStage及びx-アプリの中で最も長い（2012年現在）。これにより名実ともにSonicStageは11年5カ月（OpenMG Jukebox時代も含めると13年3カ月）の歴史に幕を閉じた。

## 概説

### UIと機能
SonicStageはWindows Media Player・iTunesなどと同じくジュークボックスと呼ばれるジャンルに属するソフトウェアで、CD・ファイルや配信サイトからの楽曲取り込み、管理・再生、外部機器との相互転送といった機能が統合されている。ユーザインタフェース（UI）は、この「取り込み」・「管理」・「転送」という3つの機能をウィンドウ上部で明示的に切り替えて使うようデザインされている。
音楽を取り込む
音楽CDからのリッピングやPC上の既存ファイルの取り込み、音楽配信サイトからの楽曲購入を行う。
マイ ライブラリ
ライブラリに登録された楽曲を管理・再生する。
音楽を転送する
外部機器との相互転送やCDへの書き込みを行う。
ライブラリ機能はCDの「アルバム」やユーザーが作成した「プレイリスト」を基本単位として扱う設計思想がとられており、1曲単位で楽曲を販売する音楽配信よりもCDからのリッピングを主体とした使い方に適する。標準状態のライブラリはアーティスト名の頭文字 (A-Z) 順に整理され、SonicStage CP以降のバージョンでは日本人名・グループ名もジャストシステムによるローマ字変換辞書によって自動振り分けがなされる。ユーザー別の楽曲管理には対応しておらず、ライブラリは同じPC上の全ユーザーで共有される。
転送機能が対応する機器はウォークマン、PlayStation Portable、携帯電話などを中心に多岐にわたり、このうち単体録音に対応する機器からは音源の吸出しができる場合もある。転送操作に関するUIはフラッシュメモリや光磁気ディスクを使用する機器に適する「持ち出し」型の利用に比重が置かれており、HDD内蔵プレーヤーなど数十GB以上の容量を持つ機器に適する「同期」型の利用を支援する機能は少ない。
SonicStage上での音楽再生時には、以下の機能が利用できる。
DSEE
Digital Sound Enhancement Engine。非可逆圧縮により音質が劣化した楽曲ファイルを、オリジナル音源に近い音質に自動補正しながら再生する。ただしHE-AACには作用しない。
アーティストリンクシャッフル
CDDBより取得した音楽ジャンルの近いアーティスト情報を元にあみだくじ式に連続再生する。また、アーティストリンク情報の編集機能とXML形式での書き出し／取り込み機能も備える。
ダイナミックプレイリスト
ジャンルやリリース年、SonicStageへの登録時期といった条件をもとにプレイリストを動的に自動作成する。
ミュージックコミュニティ
レーベルゲートが運営するSNSサイト「PLAYLOG」に楽曲再生履歴を自動アップロードし共有する。利用にはユーザー登録が必要。
CDギャップの再現
リッピング元の音楽CDに記録されていた曲間ギャップ情報を再現しながら再生する（リニアPCM・ATRAC系コーデックのみ対応）。
なお、かつてのバージョンはグラフィックイコライザー、ビジュアライザー、ボーカルキャンセラー、ピッチシフト機能を持っていたが、2004年のバージョン2.0よりこれらの機能は消滅している。このためそれ以降のバージョンにおいてはエフェクト再生機能の類は充実しておらず、上記以外の主要機能ではクロスフェード再生などがサポートされていなかった。また、SonicStage CP以降のバージョンでは飛躍的に改善されつつあるが、楽曲を管理するデータベースが膨大になると動作が不安定、あるいは重くなる事象がみられるほか、ポッドキャスティングや動画等新しいコンテンツへのサポートが遅れていることなどがSonicStageの課題点であった。これらの課題点は後継ソフトのx-アプリではある程度の改善がなされている。

### 対応フォーマット・規格
最新版のSonicStageは以下のフォーマットのオーディオファイルに対応している。
| コンテナフォーマット（*.拡張子）                      | コーデック                                          | エンコード可能なビットレート (kbps)                               | 備考                                                                             |
| ----------------------------------------------------- | --------------------------------------------------- | ----------------------------------------------------------------- | -------------------------------------------------------------------------------- |
| OpenMG Audio（*.oma） OpenMG（*.omg） ATRAC3（*.aa3） | ATRAC3                                              | 132/105/66                                                        | 105/66 kbpsは既存ファイルからの変換時のみ （3.1までは105/66 kbpsでの録音も対応） |
| OpenMG Audio（*.oma） OpenMG（*.omg） ATRAC3（*.aa3） | ATRAC3plus                                          | 352/320/256/192/160/128/96/64/48                                  | 1.5から対応 （256は2.0から、320/192/160/128/96は3.2から、352は3.4から対応）      |
| OpenMG Audio（*.oma） OpenMG（*.omg） ATRAC3（*.aa3） | ATRAC Advanced Lossless                             | （ロスレス圧縮）高速転送部: ATRAC3plus 352/256/128/64、ATRAC3 132 | 3.3から対応                                                                      |
| RIFF（*.wav）                                         | リニアPCM                                           | （非圧縮）                                                        | 2.0未満は再生・転送のみ                                                          |
| RIFF（*.wav,*.mp3）                                   | MP3                                                 | 320/256/224/192/160/128/112/96                                    | 3.1未満は再生・転送のみ （1.5はプラグインで録音も対応）                          |
| MP3（*.mp3）                                          | MP3                                                 | 320/256/224/192/160/128/112/96                                    | 3.1未満は再生・転送のみ （1.5はプラグインで録音も対応）                          |
| MP4（*.3gp,*.mp4,*.m4a）                              | AAC LC                                              | 320/256/192/160/128/96/64/48                                      | 4.0から対応                                                                      |
| MP4（*.3gp,*.mp4,*.m4a）                              | HE-AAC                                              | 96/80/64/48/40                                                    | 4.2から対応                                                                      |
| Advanced Systems Format（*.wma）                      | Windows Media Audio（Windows Media Playerに準じる） | 192/160/128/96/64/48                                              | 3.3未満は再生・転送のみ （ただし1.5のみ録音も対応）                              |

このほか、ファイル取り込み時にはm3u形式のプレイリストファイルを利用して取り込み対象を指定することも出来る。デジタル著作権管理（DRM）方式はOpenMGのみに対応しているため、Windows Media Rights ManagerやFairPlayなどにより暗号化がかけられたファイルは取り込みができない。
対応するサンプリング周波数は基本的に32kHzまたは44.1kHz、48kHzだが、WAVファイル取り込みの場合のみ最大96kHzまで対応する。一方、ATRAC3/ATRAC3plusでは44.1kHz以外はサポートしていない。これはMDのサンプリング周波数がCDと同じく44.1kHzであり、多くの機器へ転送できる仕様にするためである。圧縮にATRAC3またはATRAC3plusを用いるATRAC Advanced Losslessも同様で44.1kHz以外はサポートしていない。
なお、SonicStageでエンコードしたMP4ファイルの拡張子は3GPP準拠の「3gp」となる。また、ATRAC系コーデックのファイルはOpenMG Audioコンテナ（*.oma）となり、古いOpenMGコンテナ（*.omg）やATRAC3コンテナ（*.aa3）のファイルは作成できない。このうちOpenMGコンテナの既存ファイルについては、転送の高速化のためにOpenMG Audioコンテナに変換することもできる。かつてのバージョンではOpenMG系コンテナのファイルについて必ず暗号化をかけた状態で生成する制限がついていたが、2005年夏のバージョン3.2からはDRMのかかっていないファイルを生成できるようになった。この場合もOpenMG Audioコンテナを使用するためか、拡張子は「*.oma」である。
音楽配信においてはコーデックにATRAC3/ATRAC3plus、コピー防止技術にOpenMGを使用した「レーベルゲートMQ」方式のサービスに対応していた。2006年12月現在、最新の日本語版SonicStageから直接アクセス可能な音楽配信サイトはmora、Yahoo!ミュージックダウンロードの2サイトのみだが、同方式のサイトであればこれ以外であってもウェブブラウザ経由で購入可能であった。日本では各レコード会社直営の音楽配信サイトにこの方式が多い。
以前はATRAC3/ATRAC3plus形式のファイルを他形式へ変換する機能がなく、ソニー以外のプレーヤーに買い替えた際にATRACファイルを活用できなかった。しかし現在は、DRMのないATRACファイルはSonicStage(Ver.4.x)でWAVに変換できるほか、北米ソニーが無償配布する専用ソフトでMP3に直接変換できる。また、波形編集ソフト「Sound it!」(Ver.5.0以降)でも、MP3・WAV・WMA等との相互変換・保存ができる。
Hi-MDウォークマン、ダイレクト録音に対応したネットワークウォークマンなどで録音したデータは転送機能によってSonicStageのライブラリに取り込み、PC上で再生したり、他形式に変換して活用することが可能である。ただし通常フォーマットのMDの場合には一般のHi-MD機器経由では吸い出せず、専用機能を持つ「MZ-RH1」が必要となる。また、Net MD機能で他のPCから転送した楽曲については「MZ-RH1」を使用した場合でも吸出しはできない。
CD-R/RWへの書き込み機能では通常の音楽CD（CD-DA）に加え、より多くの曲が収録可能なATRAC CD、MP3 CDも作成できる（5.x系は非対応）。いずれもタグ情報を反映する形での書き込みが可能である。これらのCDをSonicStage上で再生することはできない。
旧来のATRAC(ステレオ292kbps、モノラル146kbps)は前身のOpenMG Jukebox及び後身のx-アプリも含めてサポートされず、対応機器も存在しない。Net MDでSPモードで転送する場合は、一度ATRAC3 132Kbpsに変換したものをMD機器内で再度ATRAC 292kbpsに変換する形をとる。また「MZ-RH1」を使用しての吸出しでも、SPモードのMDはWAV(PCM)又はATRAC3 256Kbpsに変換しての取り込みとなる。

### 対応OS
SonicStageの対応OSはWindows Vista、Windows XP、およびWindows 2000 Professional、Windows Me、Windows 98 SEである。ただし、SonicStage CP Ver 4.3以降は9x系（Me、98SE）、SonicStage Vでは2000にそれぞれ対応しなくなった。また、Windows NT、Windows 95などには対応しない。なお、Microsoft Windows以外のOSで利用できるバージョンは用意されていない。また、メーカー非保証だがWindows Server 2003やWindows 7でも動作する。利用時には管理者権限を必要とする。

### 導入方法
SonicStageの配布手段は当初、ソニー製PC・VAIOシリーズへのプリインストールや、ウォークマンなど対応ポータブルオーディオ機器へのCD-ROM同梱のみに限られていたが、2004年末のバージョン2.3からはインターネット上で無償公開され、誰もがダウンロードできるようになった。
新しいバージョンのSonicStageが公開されると旧バージョンは削除されるため、インターネット経由では基本的に最新バージョン以外を入手することは出来ない。日本語版以外のSonicStageは各国のソニー系サイトで配布されている場合があるが、扱えるファイルの文字コードは各言語版で違うため、日本語ファイルの利用に制限があることが多い。なお、ネットワークウォークマンのサポートページより入手できる版は、日本語版OSしかインストールできないが、日本のVAIOユーザー向けに専用サポートサイトで頒布されているSonicStageに限り、OSがどの言語版であっても日本語版としてインストールされる。

## 各バージョンの詳細

### OpenMG Jukebox
OpenMG JukeboxはSonicStageの前身に当たるソフトで、1999年から2001年に渡りリリースされた。最終バージョンは2.2である。
初期のシャープ製OpenMG機器にはOpenMG Jukebox for SHARPという名のバージョンが添付されており、ヘッドホン型メモリプレーヤー「WA-HP1」の付属品はバージョン1.1、Net MDレコーダー「IM-MT880」の付属品はバージョン2.2となっていた。
OpenMG Jukebox Ver.1.0 / 1.1
1999年12月にNW-MS7の付属ソフトウェアとして登場、2000年春モデル以降のVAIO一部機種に「for VAIO」として付属していた。対応OSはWindows 98のみ。OpenMG Jukebox本体は登録された楽曲の管理とウォークマン等への転送のみで、CDからの録音は「OpenMG CD Recorder」、MP3やWAVファイルの取り込みは「OpenMG File Importer」と、それぞれ別アプリが担当しており、さらに音楽配信サービスを利用するには「EMDサービス対応プログラム」をダウンロードする必要があった。対応するコーデックはATRAC3 66kbps、105kbps、132kbpsの3種類であった。CDの曲名やアーティスト名は「インターネットCD情報サービス」と「CDNOW JAPAN」に対応した。
OpenMG Jukebox Ver.1.2
for VAIOのみ専用モジュールでWindows 2000に対応。
OpenMG Jukebox Ver.2.0 / 2.1
Windows 2000に正式対応、従来ユーザーは有償バージョンアップ。インターネット環境がなくてもCD情報を取得できる「HDD CD データベース」が追加された。
OpenMG Jukebox Ver.2.2
Windows XP、Windows Meに正式対応、SonicStageとの共存に対応。CD情報取得機能は2001年8月にサービスを終了したCDNOW JAPANに変わりMUSIC NAVIに対応。

### SonicStage 1.x
SonicStage 1.xは2001年から2003年に渡ってリリースされたバージョン群である。もとはWindows XP対応のVAIOを発売する際、従来のOpenMG Jukeboxをリニューアルしたのが始まりである。
バージョン1.0
バージョン1.1
バージョン1.2
上記のバージョンはOpenMG Jukebox Ver.2.2とほぼ同等の機能を持っていた。このときはVAIOプレインストールのみで、オーディオ機器への付属は無かった。ユーザインタフェース (UI) もOpenMG Jukebox Ver.2.xに近かった。
バージョン1.5
2002年末に登場。このバージョンからオーディオ機器へも付属するようになった。UIもOpenMG JukeboxやSonicStage 1.2から一新された。このバージョンでは、録音ナビの採用やビットレートを変換しての転送機能など、新機能が盛り込まれた。対応コーデックには新たにATRAC3plusが追加され、また従来は再生とATRAC3に変換しての転送のみをサポートしていたWMAはATRAC3/ATRAC3plus同様にSonicStage上でのエンコード機能が追加された（2.0で削除）。さらに、バージョン1.5専用の有料プラグイン「CLIE 用 SonicStage MP3 追加プログラム」（1,050円）がソニーのオンライン通販サイトSonyStyleでダウンロード販売されており、これを導入することでMP3形式についてもWMA同様のエンコード機能を追加することができる。なおこのバージョンでは、ATRAC3Plusは48/64kbpsのみサポートする。バージョン1.5.53以降は契約の都合上「HDD CDデータベース」および「インターネットCD情報サービス」の使用が不可になり、MUSIC NAVIのみのサポートに変更された。
バージョン1.6
2003年に登場。VAIOプレインストールのみで、オーディオ機器への付属は無かった。UIはバージョン1.5と同じ。

### SonicStage 2.x
SonicStage 2.xは2004年にリリースされたバージョン群である。これらは使い勝手の悪さや動作の緩慢さ、またHDD型ウォークマン登場に端を発するソニーのポータブルオーディオ全体の混乱期とも重なったこともあり、一般的にあまり高い評価は受けていない。
バージョン2.0
2004年初頭に登場。このバージョンではユーザインタフェース（UI）の変更やCDDB2への対応などの機能が盛り込まれたが、一方でグラフィックイコライザー、ボーカルキャンセラー等の特殊再生機能が消滅し、純粋な管理・転送機能に特化することとなった。また、バージョン1.5で追加されたWMAエンコードの機能は削除された。同じくバージョン1.5で追加されたATRAC3plusは新たに256Kbpsが追加された。
バージョン2.1
2004年7月10日に発売されたHDD型ネットワークウォークマン「NW-HD1」等に付属していたもので、NW-HD1等の「ATRAC Audio Device」（ATRAC AD）方式対応HDDプレーヤーに音楽を高速転送する機能などがサポートされた。ATRACファイルの新規作成時に使用されるコンテナフォーマットがOpenMG形式（*.omg）からOpenMG Audio形式（*.oma）に変更となった。これ以降、バージョン4.4までOpenMG形式からOpenMG Audio形式へ形式変換を行える「ファイル一括変換ツール」が付属されている。
バージョン2.2
2004年秋にリリースされたCDウォークマン「D-NE20」、「D-NE920」に付属していたもので、ATRAC CDの作成に対応した。
バージョン2.3
2004年11月10日にリリースされた。このバージョンでは音楽CD（CD-DA）の作成に対応するとともに、音楽配信サービスから入手したもの以外の曲についてはオーディオ機器への転送回数制限が撤廃された。また、レーベルゲートからは同社の音楽配信サービス「mora」向けにSonicStage 2.3 for Moraが無償公開された。こちらはmoraで従来使用されていたMAGIQLIP2の代替が目的であり、機能面では通常のSonicStage 2.3と違いがない。一般へのSonicStageの無償配布はこれが初めてで、その後リリースされたバージョン3.0以降は通常のSonicStageがmora及びウォークマンのサポートページ経由で無償配布されている。

### SonicStage 3.x
SonicStage 3.xは2005年から2006年にかけてリリースされたバージョン群である。これらでは2004年のポータブルオーディオにおける失敗（ウォークマン#種類を参照）から決定された方針変更をもとに数多くの改良が行われた。このうち主要なポイントとしては「対応コーデックの追加」、「コピープロテクションの緩和」、「動作速度の向上」があげられ、これらはいずれも大幅な改善が行われている。これらの改善と下記のCONNECT Playerの不評から特にバージョン3.2以降は評価が高まった。
なお、バージョン3.3と同時期にはウォークマン新機種向けに新ソフト「CONNECT Player」が日欧でリリースされた。今後は徐々にSonicStageから比重を移していくとされていたが、CONNECT Playerの完成度が非常に低く各国のユーザーから苦情が多発したため、ソニーはSonicStageの開発続行を発表した。
バージョン3.0
2005年3月2日にリリース。PC上のMP3コーデックの楽曲を対応デバイスに無変換で転送できるようになったほか、UIが刷新。これにあわせて「マイセレクトアルバム」を「プレイリスト」に変更するなどより一般的な機能名への収斂が図られた。ネットワークウォークマン「NW-E100/E400/E500」シリーズに同梱されている。
バージョン3.1
2005年4月21日に発売されたHDD型ウォークマン「NW-HD5」等に付属していたもので、従来は再生・転送のみの対応だったMP3について自前でリッピングする機能などが新たに追加された。
バージョン3.2
2005年7月27日にリリース。このバージョンではATRAC3/ATRAC3plusエンコードにおいて従来強制的にかかっていたOpenMGによる暗号化が任意となり、既存ファイルも音楽配信経由のものを除き暗号化を解除できるようになり、またメモリースティック PRO/PRO Duoへの暗号化ファイルの転送にも対応。後者はMS-PRO/PRO Duo登場から2年以上放置されていた課題であり、ようやくの解決となった。ATRAC3エンコードが132kbpsのみとなり、ATRAC3plusエンコードでは320/192/160/128/96kbpsが新たに追加された。ネットワークウォークマン「NW-E300」シリーズに同梱。
バージョン3.3
2005年11月1日にリリース。マイクロソフトのWindows Media Audio（WMA）形式やユニークな新ロスレスフォーマットであるATRAC Advanced Lossless（AAL）でのリッピングに対応するとともに、動的にプレイリストを作成する「ダイナミックプレイリスト」機能の追加、動作速度の改善などが行われた。2006年にはこのバージョンに同梱されていたCDDBのActiveXコントロールにバッファオーバーランの脆弱性が存在することが発覚、コントロール開発元のGracenoteがアップデートプログラムを提供している。
バージョン3.4
2006年2月1日にリリース。動作をさらに高速化し、CONNECT Playerの機能を一部取り込んだもので、Hi-MDから吸い出した楽曲のWAV変換機能や「ミュージックコミュニティ」（PLAYLOG）対応等、新機能の追加も行われた。さらに同年4月に発売された新型Hi-MDウォークマン「MZ-RH1」と組み合わせると、Hi-MDフォーマットではない従来のMDからも楽曲の吸出し・WAV変換が行えるようになり、これによってかつてミニディスク機器を縛っていた雁字搦めのコピープロテクションはほぼ瓦解した。前バージョンと同じく、Gracenote CDDBに関連する脆弱性を含むとしてアップデートプログラムが公開されている。
なお、2005年12月22日には米Apple Computerのインタラクティブメディア担当副社長であったティム・シャーフを米ソニーが引き抜き、同社のソフトウェア開発担当上級副社長に据えたと発表された。この人事が今後のSonicStage開発に及ぼす影響が注目された。

### SonicStage 4.x
SonicStage 4.xは2006年から2008年にかけてリリースされたバージョン群である。4.xはSonicStage CPという別称が示すとおり前年にウォークマンAシリーズ専用にリリースされたCONNECT Playerの機能を完全に取り込んだもので 、対応フォーマット拡充も引き続き行われている。なお、UIデザインは3.xからほとんど変更されず、従来空色だった配色がCONNECT Playerに近い青紫に変更された程度である。
次のバージョンであるSonicStage Vからは対応機器や機能、UI面などで大幅な変更が加えられた上に2007年秋以降は海外向け機種がD&D転送へ切り替わったため、OpenMG Jukeboxからの系統のSonicStageとしては事実上最後のバージョンとなった。
なおバージョン4.0から4.3についてはm3u形式プレイリストファイルの読み込みに関する脆弱性が報告されていた。が、12月4日付で脆弱性を修正するパッチがリリースされた。
バージョン4.0
2006年5月25日にリリース。「アーティストリンク」等CONNECT Player由来の機能追加やウォークマンAへの正式対応などを行うとともに、前年9月のAシリーズ発表時に構想が報じられていたAAC LCコーデックへの対応が行われるなどさらなる機能強化・動作速度改善が行われた。。ウォークマン「NW-E000」「NW-S200F」シリーズに同梱されている。
バージョン4.1
2006年10月21日に発売されたウォークマン「NW-S700F」「NW-S600」シリーズに同梱されていたもので、新たにHE-AACコーデックでの録音にも対応したほか、NW-S700F/600シリーズへの対応や転送画面の操作性改善といった小改良が施されている。本バージョンはSonicStage 2.3以降のバージョンで唯一、単体での配布がされなかった。
バージョン4.2
2006年11月10日にリリース。非可逆圧縮ファイル用の音質補正機能「DSEE」が追加された。
バージョン4.3
2007年2月15日にリリース。主にWindows Vistaへの正式対応が中心となっている。本バージョンより、同OS上でSonicStageを起動した場合、エレベーション機能に対応する。これは同ソフト起動時に自動的に権限昇格が実行されるもので、そのため、バージョン4.2以前を同OS上で起動した場合毎回表示されたユーザーアカウント制御による権限昇格の要求が出なくなった。また、2007年8月8日には4.3内でマイナーバージョンアップがされた。2月15日のリリースからの変更点は公表されてはいない。本バージョン以降9X系は非対応。ウォークマン「NW-A800」「NW-E010」「NW-S610F」「NW-S710F」「NW-A910」シリーズに同梱されている。
バージョン4.4
2008年1月10日リリース。HE-AAC対応のウォークマンに、コーデック変換せずに転送できるようになった。特定のプレイリストファイル（拡張子がm3uのファイル）を開いたときに、バッファオーバーフローを引き起こし、コンピューター上で任意のプログラムが実行される可能性があるセキュリティ問題を修正。また、Yahoo!ミュージックダウンロードへのアクセス機能が削除された。ウォークマン「NW-E020F」「NW-A820」「NW-S630F」「NW-S730F」シリーズに同梱されている。
SonicStage V及びx-アプリが発表・公開された後も（SonicStage V及びx-アプリ非対応機器向けとして）2013年3月29日までメーカーのホームページからダウンロードできた。また、2012年10月以降はリニューアルに伴いその時点で唯一提供されていた本バージョンを含む全バージョンでmoraの利用が不可能となった。これはmoraが配信フォーマットをATRAC3 132kbpsからAAC 320kbps、DRMフリーに変更したことによるもの（原則的にSonicStage CP以前のバージョン及び2005年以前発売のウォークマンはAAC非対応）で、今後moraの利用には4.0以上のx-アプリが必要となる。x-アプリ非対応のウォークマン最終機種（NW-A3000/A1000/A600シリーズ）の生産終了から6年が経過したことによる修理受け付けの終了（部品の保有期間は基本的に生産終了後6年）やWindows 8などの新OSに非対応なこと、前述のmoraのリニューアルなどに伴い2013年3月29日で提供が終了した。

### SonicStage 5.x
SonicStage 5.xは2008年10月よりリリース開始されたバージョン群である。5.xでは、UIが一新され名前もSonicStage Vに変更になった。
先述の通り本バージョンから国内専用のソフトウェアとなったことから、UIや機能面は先にリリースされたSonicStage for LISMOをベースにする形となり、基本的な仕様はSonicStage for LISMOと同じとなった。ソニーのコーポレートカラーのソニーブルーで纏められているほか、楽曲サーチ機能のディスカバリーゾーンやアルバムリスト表示など表示方法や楽曲の検索方法に独自色が打ち出されている点などが違いとなる。また、データベースがUnicode対応となった。
また、転送対応機器が後述のように大幅に絞り込まれたほか、Windows 2000にも非対応となった。このほかにも一部機能が削除されている。
上記のように大幅な変更が加えられていることから、SonicStage VはバージョンこそSonicStage CPに連なる5.xを付けられてはいるが、事実上は別ソフト扱いであり4.xのSonicStage CPとは異なる別ソフトとしてインストールされSonicStage CPとの共存が可能となっている（ただし、同時起動は不可）。そのためかSonicStage CPのライブラリデータは使用されず、5.xでは機能として旧バージョンのライブラリデータを読み込む機能が設けられている。また、旧式のVAIOに搭載されているDo VAIO機能にも連動できなくなった。
SonicStage Vの事実上の後継であるx-アプリが2009年10月7日に提供開始されたのに伴い、それ以降は提供されていない。
バージョン5.0
2008年10月9日にリリース。ライブラリのカナ順表示、カナの編集、12音解析に対応する一方でライナーノーツ、楽曲リリース情報の月日設定、MP3 CD/ATRAC CDの作成、アーティストリンクの編集・再生、背景設定、ファイル変換、複数のプレイリストの同時転送などの機能が削除されている。また、ウォークマン接続時においての動作の緩慢さは改善されたものの、転送対応機器が、2006年5月以降発売のウォークマン（NW-E000/S200/S600/S700F以降）、Rolly、mylo、ソニー公式のメモリースティックリーダーライター、メモリースティックスロット搭載のVAIOのみとなり、PSP用に設けられていたPSP転送やMD機器への転送機能は削除されている。さらにWindows 2000も非対応となった。
バージョン5.1
2009年2月9日にリリース。新たにWindows Vista 64bit版に対応した（WOW64で動作）。ウォークマン「NW-X1000」「NW-E040」シリーズに同梱されている。
バージョン5.2
2009年6月11日にリリース。ウォークマンNWD-W202に対応し、低解像度(1024x600)にも対応、またWindows Vista SP2に対応した。ウォークマン「NWD-W202」に同梱されている。

## 転送対応機器
以下に記すように、Ver.4.x系であるSonicStage CPまでは非常に多様な端末に対応していた。OpenMG Jukebox時代の対応機器についても引き継いでいたため、OpenMG Jukeboxの初期バージョンをバンドルして1999年に発売された初のATRAC3対応機器「メモリースティック ウォークマン」（NW-MS7）も利用可能であった。
しかし、後述のようにVer.5.x系であるSonicStage Vのリリースの際に、転送に対応する機器が大幅に絞り込まれた（ウォークマンについては2006年5月以降に発売された機種のみ）ため、以降も2013年3月29日までSonicStage CPの提供も継続され（異なるバージョンのSonicStageの同時提供は初）、転送する機器によって異なるバージョンのSonicStageを使い分ける必要性があった。これは後継のx-アプリについてもほぼ同様の仕様であるため、2013年4月以降は実質的にこれらの機器の（新規の）PCでの利用は事実上不可能となる。
なお、SonicStageは先述の通りWindows 7の発売以前に実質的な開発が終了しているため、全バージョンでWindows 7以降のWindows OSに正式対応していない（SonicStage CP (Ver4.4) 動作するために必要な環境について）。つまり、後継ソフトであるx-アプリに非対応の機器（主に2005年以前発売のウォークマン及びNet MD、Hi-MD機器）ユーザーがアップグレードや買い換えなどでOSをWindows 7やWindows 8とした場合、事実上それらのウォークマンへの楽曲転送手段はソニーからは断たれ、ジャストシステム製BeatJamのアップデート（ジャストシステム製品の Windows 7 対応状況）を待つほか無い。
ただし、Net MD・Hi-MDについては、当時唯一の現行機種であり事実上の最終機種であるHi-MDウォークマン、MZ-RH1が2010年10月のx-アプリ Ver.2.0のリリースの際に対応機器に追加されたためそれ以降のバージョンでWindows 7に正式対応となった。ただし、Windows 8への正式対応は見送られている（2009年9月以前発売のウォークマンやRolly、myloも同様）。
また、2012年10月以降はリニューアルに伴い全バージョンでmoraの利用が不可能となった。これはmoraが配信フォーマットをATRAC3 132kbpsからAAC 320kbps、DRMフリーに変更したことによるもの（原則的にSonicStage CP以前のバージョン及び2005年以前発売のウォークマンはAAC非対応）で、今後moraの利用には4.0以上のx-アプリが必要となる。
2012年現在までにSonicStageまたはSonicStage for LISMOから直接転送が可能となっている機器を以下に示す。ウォークマンの新機種の発売前後に新しいバージョンがリリースされることが多く、新型の機器はそれ以降のバージョンで正式対応となるため、利用機器の発売以前にリリースされたバージョンでは一部の機能に支障が出る場合もあるので注意が必要。以下の一覧はそれぞれの最終バージョンの物（SonicStage CP Ver.4.4及びSonicStage V Ver.5.2）である。このほか、C404Sやpremini-IIなど一部の旧型の携帯電話にもSonicStageから転送したメモリースティック内の音楽を再生できる機種があるが、それらはSonicStageからの直接転送には対応せず、メモリーカードライターや光学ドライブ等の外部装置を併用する必要があるため以下のリストには含めていない。同様に、ATRAC CDの再生に対応するCDウォークマン（D-NE730・D-NE830・D-NE920・D-NE20）も除外した。メモリースティック上の音楽を再生できる機器の一覧はメモリースティックオーディオを参照。

### 正式対応機器（SonicStage CP以前）
前述の通り2009年以降発売のウォークマンはSonicStage V・x-アプリがリリースされた後の発売のため正式対応していない。
- （メモリータイプ）ウォークマン（旧ネットワークウォークマン）
  - NW-A600/A800/A820/A910シリーズ
  - NW-S200F/S600/S610F/S630F/S700F/S710F/S730Fシリーズ
  - NW-E000/E010/E020F/E100/E300/E400/E500シリーズ
  - NW-E2/E3/E5/E7/E10/E8P/E55/E77/E99

- （HDDタイプ）ウォークマン（旧ネットワークウォークマン）
  - NW-A1000/A1200/A3000
  - NW-HD1/HD2/HD3/HD5/HD5H

- メモリースティック ウォークマン
  - NW-MS7/MS9/MS10/MS11/MS70D/MS77DR/MS90D

- その他デジタルオーディオプレーヤー
  - ソニー VAIOポケット[34]
  - ソニー VAIOミュージッククリップ 全機種[35]
  - アイワ XDMシリーズ 全機種[36][37]
  - シャープ イーミューゼ WA-HP1[38]

- Hi-MDウォークマン
  - MZ-EH1/EH50/EH70/EH930/NH1/NH3D/DH10P/RH10/RH1

- Net MDウォークマン
  - MZ-N1/N10/N910/N920/NE810

- その他Hi-MD機器
  - ソニー ポータブルHi-MDドライブ DS-HMD1[39]
  - アイワ AM-NX1[40]
  - シャープ IM-MT880[41]
  - バッファロー MD-HUSB[42]

- Rolly
  - SEP-10BT/50BT

- mylo
  - COM-1/COM-2

- SCE PlayStation Portable（PSP）

- 携帯電話（au（KDDI/沖縄セルラー電話）向け）
  - 下記以外にもKCP+を採用機種はSonicStage for LISMOの対応機器。これらは端末内の着うたフルをSonicStageに吸い出す機能にも対応する。
    - ソニー・エリクソン製　W31S/W42S（ウォークマンケータイ）/W43S/W44S/W51S/W52S（ウォークマンケータイ）

- 携帯電話（NTTドコモ向け）
  - SO903i及びSO905i以外はATRAC非対応で、AACの転送をサポート。
    - ソニー・エリクソン製　SO703i/SO704i/SO903i/SO903iTV/SO905i/SO905iCS（Cyber-shotケータイ）/SO705i

- メモリースティックUSBリーダー/ライター
  - MSAC-US70/US40/US30/US20・MSGC-US10

- メモリースティック Duo ExpressCardアダプター 
  - MSAC-EX1

- CLIE 対応機種
- サウンドゲート 対応機種
- XYZ 対応機種

### 正式対応機器（SonicStage V）
先述の通りSonicStage Vでは対応機器が絞り込まれたため、以下の機器のみが利用可能である。また、2010年以降発売のウォークマンは後継ソフトのx-アプリがリリースされた後の発売のため正式対応していないが、たとえ2010年以降発売モデルや2012年モデルであっても難なく使える。
- （メモリータイプ）ウォークマン
  - NW-X1000シリーズ
  - NW-A800/A820/A840/A910シリーズ
  - NW-S200F/S600/S610F/S630F/S640/S700F/S710F/S730F/S740シリーズ
  - NW-E000/E010/E020F/E040シリーズ
  - NWD-W202

- Rolly
  - SEP-10BT/50BT

- mylo
  - COM-1/COM-2

- 携帯電話（au（KDDI/沖縄セルラー電話）向け）
  - 下記以外にもKCP+を採用機種はSonicStage for LISMOの対応機器。これらは端末内の着うたフルをSonicStageに吸い出す機能にも対応する。
    - ソニー・エリクソン製　W31S/W42S（ウォークマンケータイ）/W43S/W44S/W51S/W52S（ウォークマンケータイ）

- 携帯電話（NTTドコモ向け）
  - SO903i及びSO905i以外はATRAC非対応で、AACの転送をサポート。
    - ソニー・エリクソン製　SO703i/SO704i/SO903i/SO903iTV/SO905i/SO905iCS（Cyber-shotケータイ）/SO705i

- メモリースティックUSBリーダー/ライター
  - MSAC-US70/US40/US30/US20・MSGC-US10

- メモリースティック Duo ExpressCardアダプター 
  - MSAC-EX1

### 実質的に使用できる機器
SonicStageは転送が可能な機器について「OpenMG 対応の機器・メディア」としており、メーカー側がSonicStageへの対応を謳っていない機器であっても実質的に転送動作ができる。
なお、一般論として検証されていない機器・ソフトウェアの組み合わせで使用した場合は不測の事態が起きる可能性が十分にあり、また機器側からは保証外の行為となるため各メーカーによるいかなるサポートも受けられないことには留意する必要がある。
- 携帯型Net MD機器
  - 松下電器産業・SJ-MR250[44]
  - ケンウッド・DMC-S9NET
- PC内蔵型Net MD機器
  - ケンウッド・MDU-PC(H)
- 携帯電話
  - 京セラ・ウィルコム WX310K[45]

## 派生ソフトウェア

### SonicStage for LISMO
SonicStage for LISMOは日本の携帯電話キャリアであるau（KDDI/沖縄セルラー電話）とのコラボレーション「au×Sony "MUSIC PROJECT"」により開発された特殊バージョン。KDDIの「LISMO」サービス向けソフトウェア群「LISMO Port」に含まれるコンポーネントとして無償提供されている。当初は対応携帯電話端末（LISMO「オーディオ機器連携」対応、いわゆるKCP+機種）にあわせて2007年12月以降に提供される予定であったが、端末側の発売が遅れたため翌2008年1月以降に日程が順延され、最終的にはKCP+初号機であるW56T、W54Sの2機種の発売にあわせて2008年2月1日に提供が開始された。
このソフトウェアは従来のLISMO用ソフトウェア「au Music Port」の上位バージョンとして位置づけられており、通常のSonicStageをベースに、携帯電話で使われる「着うたフル」の音声ファイルやビデオクリップを扱うための各種機能などが追加されたものとなっている。DRMやコーデックを各機器の対応する規格に相互に自動変換する機能を持つため、PC上のライブラリや音楽配信サービス（mora for LISMO）から携帯電話に楽曲を転送したり、逆に携帯電話から「着うたフル」を吸い出してウォークマンに転送する、などの利用ができる。バージョン2.0からはLISMO Music Storeにも対応するようになり、PCにダウンロードした着うたフルを着うたに登録できるようになった。またLISMO Videoの開始に伴いLISMO Video Storeにも対応するようになった。ダウンロードしたビデオファイルを携帯に転送して携帯で映画などを楽しむことができる。
SonicStage for LISMOはSonicStage CPとの共存が可能である。基本機能面でSonicStage CPと比較すると、CD作成機能がない、転送が可能なウォークマンの機種が少ない、CDからのエンコード時にATRAC系コーデック以外が選択できないなど制約が多く、SonicStage CPと置き換えて利用することのできるソフトウェアではない。ライブラリは当初は互換性があると報道されていたが、公開されたバージョンではSonicStage CPから独立した別のデータベースに保存される仕様となっている。
また、2008年にリリースされたSonicStage V(SonicStage Ver.5.x)とも共存が可能。当初はライブラリはSonicStage for LISMOとは別になっていたが、2008年12月8日にリリースされたSonicStage for LISMO Ver.3.0よりSonicStage VとSonicStage for LISMOは同じデータベースを使用しライブラリを共有して扱う仕様に変更された。
UIのデザインはLISMOのイメージカラーである黄緑色を基調とした配色に変更され、画面上部にはイメージキャラクター・リスモくんが登場する遊び心の強いアニメーション表示部が設けられた。また、従来様々な場所に散らばっていた機能切り替えは左側ペインに集約され、ライブラリ画面の表示モードは全楽曲の一覧表示、楽曲のジャケット表示、アルバム単位のジャケット表示の3種類に絞られた。ジャケットの表示サイズが大きくなり、右上に常にキーワード検索枠が表示されるなどWindows Vistaのエクスプローラに準じたデザインとなっている。また、アルバムのジャケット画像へマウスカーソルを乗せると楽曲一覧がフロート表示されるようになり、従来のライブラリ内とアルバム内の切り替え表示は廃止された。これらのUIや機能の仕様は既存のSonicStage CPよりもau Music Portに似通っており、SonicStage for LISMOがau Music Portの代替・後継ソフトとして開発された経緯による特異なものと思われる。
2009年10月19日にリリースされたLISMO Port Ver.4.0からは後継ソフトx-アプリがベースのx-アプリ for LISMOへと変更されたためSonicStage for LISMOとしての提供は終了した。

### その他
SonicStage Premium
ソニーのパーソナルコンピュータ「VAIO」のMXシリーズに付属していた特殊バージョン。FMチューナーやミニディスクドライブなどを備えたMXシリーズ本体のハードウェア機能と連携し、録音機能・タイマーなど音響機器並みの機能を扱うことができる。オーディオ再生・管理に関する機能はSonicStageのバージョン1.xをベースにしており、バージョン1.0、バージョン1.1、バージョン1.2、バージョン1.5が順次リリースされた。バージョン2.0以降はリリースされていないが、それ以降のSonicStageでもSonicStage Premiumと共存が可能であるため、MXシリーズの独自機能の動作には支障はない。
SonicStage Simple Burner
「ATRAC CD」作成機能のみを持つソフトウェアで、SonicStageが同機能をサポートする前から存在する。MP3/ATRAC3再生対応のCDウォークマンに同梱されていることが多い。ソニーによる類似ソフトウェアとしては、Hi-MD/Net MDへの転送用の「MD Simple Burner」、ネットワークウォークマンへのMP3転送用ソフト「MP3 File Manager」がある。
SonicStage Server / SonicStage Player
家庭内ネットワークを経由して、SonicStage内の音楽を他PCで再生するためのサーバーとクライアント。同時期のGiga Pocket ServerとPicoPlayerの関係に近い。現在はVAIO Mediaへ統合されている。
SonicStage Mastering Studio
VAIO専用のASIO対応本格的オーディオ録音・編集ソフトウェア。「SonicStage」の名を持つソフトウェアの中では唯一音楽再生との関わりが薄いが、これはMastering Studioが開発された当時、ソニーがオーディオ関連ソフトウェアの名称を「SonicStage」に一本化する傾向があったためである。2005年秋のバージョン2.0からはスーパーオーディオCDと同じDirect Stream Digital（DSD）方式での録音に対応、後には「DSDディスク」の作成にも対応した。

## 他のOpenMG系音楽ソフトウェア
これらのソフトウェアはSonicStageと同様に、ソニーによって開発されているOpenMG暗号化コンポーネント「OpenMG Secure Module」に転送動作において依存する構造となっており、コピーコントロールもその当時のソニーの基準と同じか、より厳しいものが多い。

### 一般
- x-アプリ（ソニー） - SonicStage Vの実質的な後継ソフト。
- CONNECT Player（ソニー） - ウォークマンAシリーズの初期モデルに対応。国内外での操作性の不評によりSonicStageに統合されSonicStage CPとなった。
- BeatJam（ジャストシステム） - ウォークマンへの楽曲転送、ATRACファイル対応など、同ソフトと似た機能を有している。
- MP3 File Manager（ソニー）

### Net MD・MSオーディオ用
2000年代前半には家電各社からNet MDやメモリースティックオーディオに対応する機器が販売されており、当時は楽曲管理ソフトウェアを独自開発する企業もあった。なお、シャープの初期モデルはOpenMG Jukeboxを、シャープの後期モデルと松下電器産業（現：パナソニック）はBeatJamを同梱していた。
- INTERJUKE（日本ビクター）
- Mulia（ケンウッド）
- StageMaster（ケンウッド・ジオビット）

## その他のウォークマン用転送ソフトウェア
SonicStageでは非対応である、動画や静画、ポッドキャストを扱えるウォークマンの登場により、これらのファイルを管理・転送するためのソフトウェアが開発された。後にx-アプリで一括管理が可能になったため、ソフトウェアの開発は終了した。
- Media Manager for WALKMAN（ソニー）
- Image Converter 3（ソニー）